# Керехета, Элиас
Эли́ас Керехе́та Га́рате (исп. Elías Querejeta Gárate; 27 октября 1934, Эрнани, провинция Гипускоа — 9 июня 2013, Мадрид) — испанский кинопродюсер и сценарист. Внёс значительный вклад в испанский кинематограф последних лет режима Франко и в переходный период. Также работал в документальном кино. Отец актрисы и режиссёра Грасии Керехета.
Пришёл в кинематограф в 1963 году и выступил продюсером более 50 фильмов. Успешно продюсировал испанское кино в 1960-70-е годы. Много сотрудничал с Карлосом Саурой, Виктором Эрисе, Мончо Армендарисом, Мануэлем Гутьерресом Арагоном, Хулио Медемом и Фернандо Леоном де Араноа. В молодости в 1952-58 годах играл в футбол за клуб «Реал Сосьедад». Скончался от рака лёгкого.

## Фильмография

### Режиссёр
Вместе с Антонио Эсейсой два короткометражных фильма:
- A través del fútbol (1962)
- A través de San Sebastián (1960)

### Сценарист
- Goodbye, America (2006)
- Noticias de una guerra (2006)
- Perseguidos (2004)
- Asesinato en febrero (2001)
- La espalda del mundo (2000)
- Cuando vuelvas a mi lado (1999)
- El último viaje de Robert Rylands (1996)
- Una estación de paso (1992)
- 27 horas (1986)
- Feroz (1984)
- Dedicatoria (1980)
- Las palabras de Max (1978)
- A un dios desconocido (1977)
- Pascual Duarte (1976)
- De cuerpo presente (1967)
- Último encuentro (1967)
- Los inocentes (1963)
- A través del fútbol (1962)
- A través de San Sebastián (1960)

### Продюсер
- Семь бильярдных столов / Siete mesas de billar francés (2007)
- Goodbye, America (2006)
- Noticias de una guerra (2006)
- Avant l’oubli (2005) (сопродюсер)
- Invierno en Bagdad (2005)
- Condenados al corredor (2003)
- Понедельники на солнце / Los lunes al sol (2002)
- Asesinato en febrero (2001)
- La espalda del mundo (2000)
- Cuando vuelvas a mi lado (1999)
- Квартал / Barrio (1998)
- Shampoo Horns (1998)
- Семья / Familia (1996)
- Последнее путешествие Роберта Райландса / El último viaje de Robert Rylands (1996).
- Город потерянных детей / La ciudad de los niños perdidos (1995)
- Истории из Кронена / Historias del Kronen (1995)
- Дыхание дьявола / El aliento del diablo (1993)
- Промежуточная станция / Un estación de paso (1992)
- Письма Алу / Las cartas de Alou (1990)
- Набранный номер / El número marcado (1989)
- 27 часов / 27 horas (1986)
- Тасио / Tasio (1984)
- Свирепый / Feroz (1984)
- Юг / El sur (1983)
- Сладостные часы / Dulces horas (1982)
- Быстрей, быстрей / Deprisa, deprisa (1981)
- Посвящение / Dedicatoria (1980)
- Первые метры / Los primeros metros (1980)
- Маме исполняется сто лет / Mamá cumple cien años (1979)
- С завязанными глазами / Los ojos vendados (1978)
- Что сказал Макс / Las palabras de Max (1978)
- Элиза, жизнь моя / Elisa, vida mía (1977)
- Разочарование / El desencanto (1976)
- Семья Паскуаля Дуарте / Pascual Duarte (1976)
- Выкорми ворона / Cría cuervos (1976)
- Невероятный рост стоимости жизни / El increíble aumento del coste de la vida (1976)
- Кузина Анхелика / La prima Angélica (1974)
- Дух улья / El espíritu de la colmena (1973)
- Это Америка, чёрт возьми! / La banda de Jaider ((Verflucht, dies Amerika) (1973)
- Ана и волки / Ana y los lobos (1973)
- Сад наслаждений / El jardín de las delicias (1970)
- Тайные намерения / Las secretas intenciones (1970)
- Поединки / Los desafíos (1969)
- Нора / La madriguera (1969)
- Стресс втроём / Stress-es tres-tres (1968)
- Если мы встретимся снова / Si volvemos a vernos (1968)
- Охлаждённый мятный коктейль / Peppermint Frappé (1967)
- Современник / De cuerpo presente (1967)
- Следующая осень / El próximo otoño (1967)
- Последняя встреча / Último encuentro (1967)
- Охота / La caza (1966)
- Летняя ночь / Noche de verano (1962)